# بنجامین فورستر
بنجامین فورستر (انگلیسی: Benjamin Förster؛ زادهٔ ۱۴ نوامبر ۱۹۸۹) بازیکن فوتبال اهل آلمان است.
از باشگاه‌هایی که در آن بازی کرده‌است می‌توان به باشگاه فوتبال کمنیتس اشاره کرد.